# Koenzym

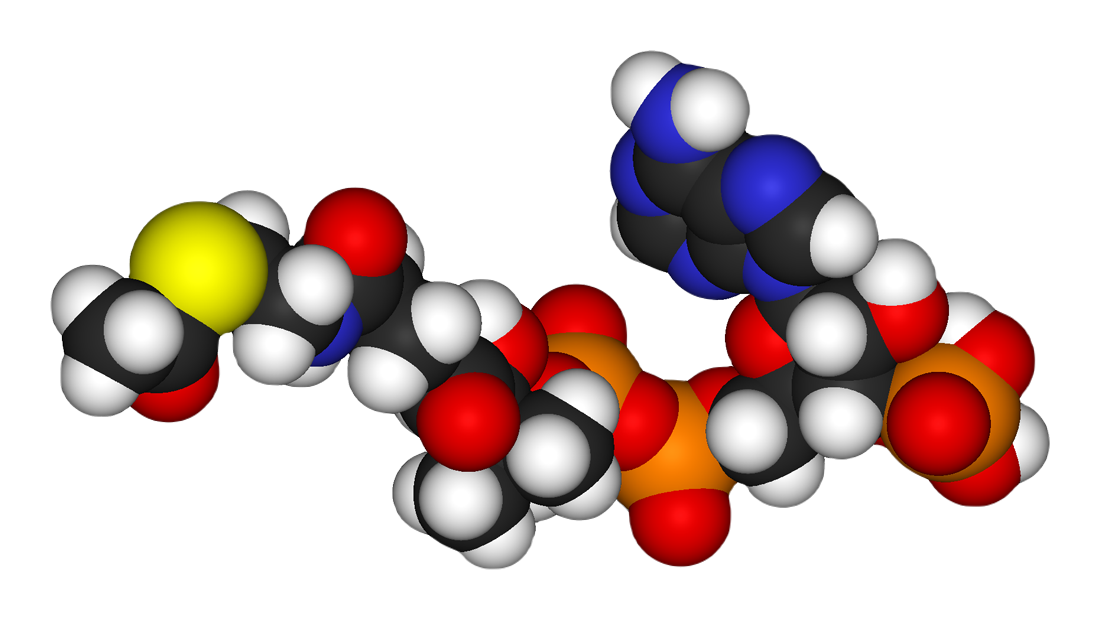
Atomový model koenzymu acetyl-CoA

Koenzym je kofaktor, tedy nízkomolekulární látka nebílkovinné povahy, která tvoří součást složených enzymů. Jeho hlavní funkcí je podpora katalytických enzymatických reakcí enzymů.
Koenzym na rozdíl od prostetické skupiny, která má podobnou funkci, není pevně vázán na apoenzym, tedy vlastní bílkovinnou složku enzymu. Koenzym proto může volně přecházet mezi různými apoenzymy.
Koenzymy jsou důležité pro enzymy, které katalyzují oxidačně redukční děje (oxidoreduktázy) nebo enzymy katalyzujících přenos skupin (transferázy).

## Terminologie
Terminologie kofaktorů, koenzymů a prostetických skupin je značně nejednotná. Voet & Voet rozlišují dva druhy kofaktorů: koenzymy a prostetické skupiny, z nichž první se na enzymy vážou slabě a druhé kovalentně. Stejné pojetí zastává například Vodrážkova Enzymologie nebo Oxford Dictionary of Biochemistry and Molecular Biology.
V současnosti je prostetická skupina obvykle chápána jako pevně vázaná a stabilní součást molekuly enzymů, zatímco koenzym se váže pouze slabě a snadno disociuje. U termínu prostetická skupina je kladen důraz na těsný charakter vazby na enzym a na definici strukturálních vlastností enzymu. Termín koenzym naopak definuje především funkční vlastnosti enzymu. V reálné biochemii však neexistuje jasný přechod mezi koenzymy a prostetickými skupinami.

## Koenzym a enzym

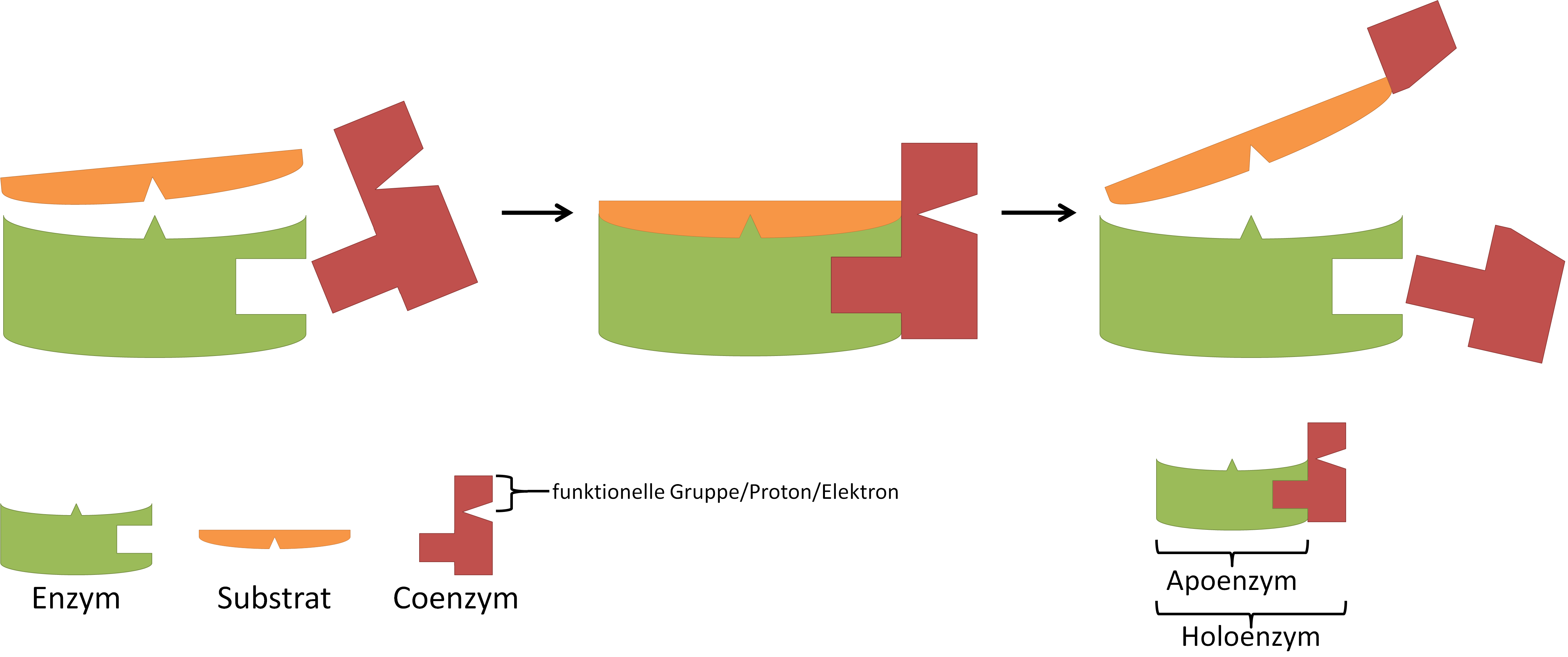
Schéma reakce substrátu s enzymem pomocí volně navázaného koenzymu.

Koenzym je organická molekula o nízké molekulární váze, která se nekovalentně váže na enzym, po katalýze se odštěpuje a regeneruje. Během reakce absorbuje nebo uvolňuje funkční skupiny, protony, elektrony nebo energii (princip donor-akceptor).
Známým koezymem pro enzymaticky katalyzované reakce je adenosintrifosfát (ATP), ze kterého mohou být energeticky bohaté fosfátové skupiny (s tvorbou ADP nebo AMP) přeneseny do jiných molekul a ty mohou být aktivovány. Tato reakce se nazývá fosforylace, tedy navázání zbytků kyseliny fosforečné.
Dalšími důležitými koenzymy jsou deriváty vitamínů (většinou B-komplex). Obvykle jsou tvořeny heterocyklickou sloučeninou.
Naprostá většina koenzymů je rozpustná ve vodě. Výjimku tvoří koenzym Q10, který přenáší protony mezi enzymy dýchacího řetězce ve vnitřní membráně mitochondrií.

## Funkce koenzymů
Hlavní úlohou koenzymů je přenos atomů, jejich skupin nebo samotných elektronů mezi odlišnými enzymy, čímž zajišťují spřažení různých biochemických reakcí. Během spřažených reakcí se koenzymy regenerují. Koenzym, který zreagoval v jedné reakci, přechází na jiný apoenzym, kde se v nové reakci dostává do původního stavu. Hladina aktivních koenzymů v buňce je tak udržována na víceméně stejné úrovni.

## Reakce koenzymů
Koenzymy volně vázané na enzymy, podobně jako prostetické skupiny pevně vázané na enzymy, řídí rychlost reakcí ve všech živých organismech. Tyto reakce probíhají cíleně podle genetického plánu organismu, přesně na sebe navazují, vzájemně se koordinují a mají specifický průběh bez vzniku vedlejších produktů. Aktivita enzymů je pružně regulována podle měnících se potřeb organismu.
Předpokládá se, že i nejjednodušší buňky obsahují přes 3 000 enzymů a protože každý biologický druh má své vlastní enzymy, odhaduje se počet existujících enzymů na miliardy.
Koenzym a prostetická skupina se odlišují ve způsobu katalytické reakce a zpětné regenerace (přechodu do původního stavu po splnění katalytické funkce):
- Snadno odštěpitelné koenzymy na apoenzymu a substrát reagují jako jako dva reaktanty. Po proběhnutí reakce přechází zreagovaný koenzym na jiný apoenzym a tam reaguje s dalším substrátem, čímž se regeneruje. Katalytické působení koenzymů je tedy realizováno spřažením dvou reakcí prováděných dvěma apoenzymy.
- Průběh reakce u prostetických skupin je určen jejich pevnou vazbou k apoenzymu. Prostetické skupiny krátce po sobě reagují se dvěma substráty, přičemž obě reakce realizuje tentýž apoenzym. Na rozdíl od koenzymu se tak katalytické reakce a regenerace zúčastňuje pouze jeden apoenzym.

## Důležité koenzymy
- nikotinamidadenindinukleotid, NAD, hlavní koenzym oxidoreduktáz, přijímá protony a elektrony z dehydrogenačních reakcí a předává je do Krebsova cyklu, součástí je niacin
- nikotinamidadenindinukleotidfosfát, NADP, jeho redukovaná forma NADPH je redukční činidlo biosyntéz (např. temnostní fáze fotosyntézy, syntéza mastných kyselin apod.)
- koenzym A – přenašeč acylových skupin, uplatňuje se proto při transacylačních reakcích, součástí je kyselina pantothenová
- koenzym Q10 – přenašeč náboje v dýchacím řetězci
- pyridoxalfosfát – PLP derivát vitaminu B6 se účastní přenosu aminoskupin
- thiamindifosfát – TDP derivát vitaminu B1 se účastní přenosu aldehydových skupin